# Лесовые Хуторы
Лесовы́е Хуторы́ (укр. Лісові Хутори; до 2016 года — Жо́втень, укр. Жовтень) — село в Носовском районе Черниговской области Украины. Население 176 человек. Занимает площадь 0,59 км².
Почтовый индекс: 17105. Телефонный код: +380 4642.

## Власть
Орган местного самоуправления — Носовский городской совет. Почтовый адрес: 17100, Черниговская обл., Носовский р-н, г. Носовка, ул. Центральная, 20.